# Pau de Terrer
La pau de Terrer, també coneguda com a Pau de Deza o Pau de Deça Per és un acord signat a Deza i a Terrer els dies 13 i 14 de maig de 1361, entre Pere I de Castella i Pere el Cerimoniós per posar fi a la guerra dels Dos Peres.
Pere I de Castella va accedir a les súpliques de Guiu de Boulogne i es van produir les negociacions entre Bernat II de Cabrera, per part de la Corona d'Aragó i els castellans Juan Alfonso de Mayorga i Men Rodríguez de Biedma. S'acordà la restitució dels castells i llocs conquerits, l'alliberament dels presoners i la remissió del plet sobre Alacant i Almazán al legat.
L'acord fou una treva, ja que el setembre de 1362 la Corona de Castella reinicià les hostilitats.